# روهری
روهری (به انگلیسی: Rohri) یک شهر در پاکستان است که در ناحیه سوکور واقع شده‌است. روهری ۱٬۳۱۹ کیلومتر مربع مساحت و ۲۲۴٬۳۶۲ نفر جمعیت دارد و ۶۲ متر بالاتر از سطح دریا واقع شده‌است.